# Volta a Tenerife
La Volta a Tenerife (en castellà Vuelta a Tenerife) és una competició ciclista per etapes que es disputa anualment per les carreteres de l'illa de Tenerife. Forma part del calendari nacional.

## Palmarès
| Any       | Vencedor              | Segon                | Tercer               |
| --------- | --------------------- | -------------------- | -------------------- |
| 1995      | Juan Pedro González   |                      |                      |
| 1996-1997 | no disputa            | no disputa           | no disputa           |
| 1998      | Luis Diego Prior      | Ezequiel Mosquera    | Iñaki Isasi          |
| 1999      | Jorge Sedano          | Joan Horrach         | Pedro Luis González  |
| 2000      | Santiago Pérez        | Manuel Calvente      | Cristian Sambi       |
| 2001      | Pedro Arreitunandia   | Juan Manuel Fuentes  | Volodymir Savchenko  |
| 2002      | Joseba Albizu         |                      |                      |
| 2003      | John Nilsson          | Jesús Javier Ramírez | Dailos Manuel Díaz   |
| 2004      | Víctor García         | Dailos Manuel Díaz   | Iván Uberuaga        |
| 2005      | Víctor García         | José de Jesús        | José Antonio Arroyo  |
| 2006      | Ismael Esteban        | Francisco Torrella   | Hertor Alexa Cruz    |
| 2007      | José Belda            | Diego Tamayo         | Francisco Torrella   |
| 2008      | Antonio Olmo Menacho  | José Belda           | Francisco Torrella   |
| 2009      | José Belda            | Francisco Torrella   | Angelo Pagani        |
| 2010      | José Belda            | Esteban Plaza        | Israel Pérez         |
| 2011      | José Belda            | César Fonte          | Bruno Silva          |
| 2012      | José Belda            | Oleg Chuzhda         | Julien Loubet        |
| 2013      | Juan Pedro Trujillo   | Mathias Nothegger    | Marcos García Ortega |
| 2014      | Marcos García Ortega  | Vicente González     | Mathias Nothegger    |
| 2015      | Euprepio Calo         | Mathias Nothegger    | Yacomar García       |
| 2016      | Iván Martínez Jiménez | Daniel Domínguez     | Adrián Trujillo      |
| 2017      | Erlend Sor-Reime      | Umberto Marengo      | Adrián Trujillo      |